# Deutsche Dermatologische Gesellschaft

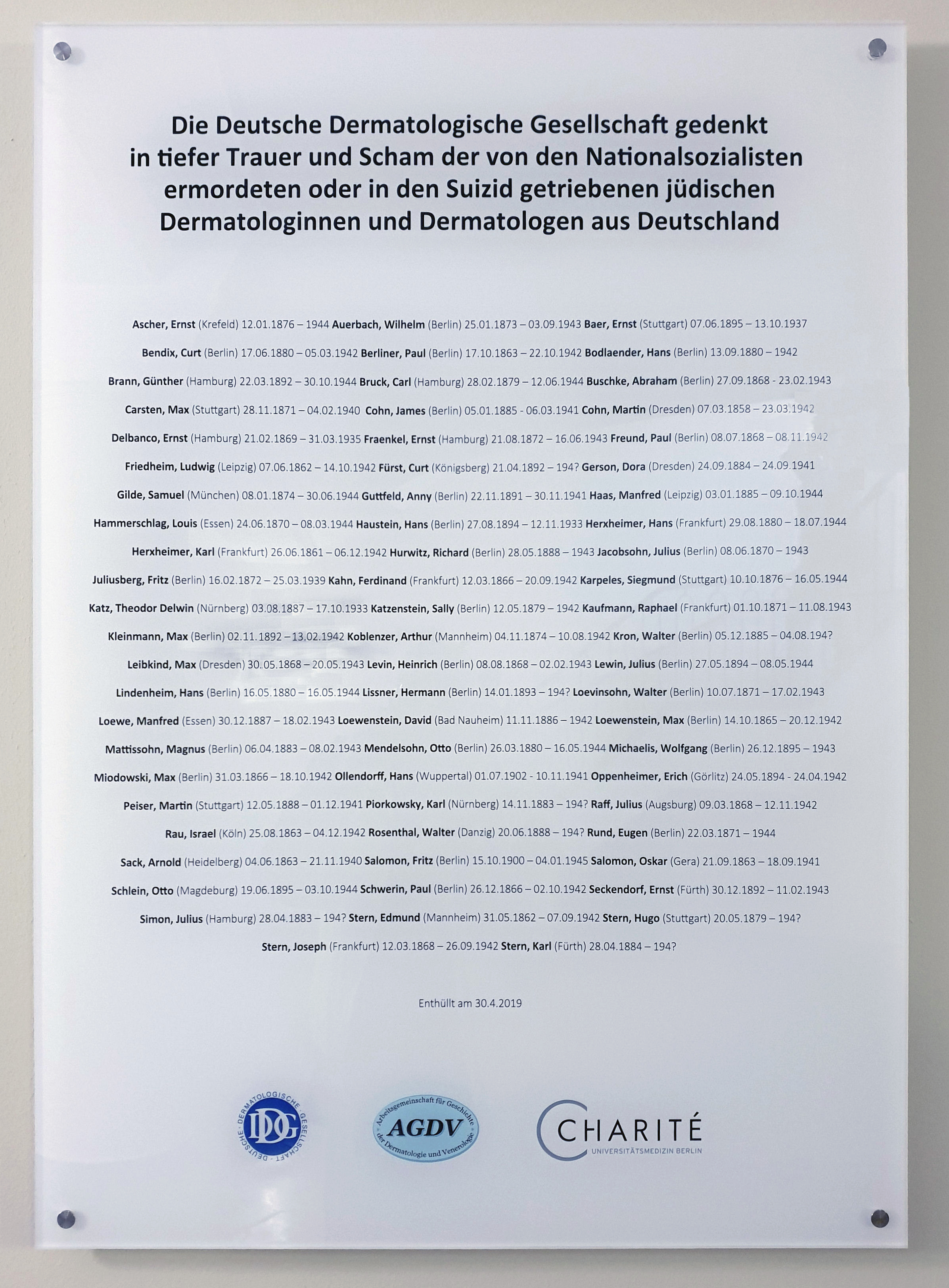
Gedenktafel im Haus der Charité, Luisenstraße 2, in Berlin-Mitte

Die Deutsche Dermatologische Gesellschaft e. V. (DDG) ist eine wissenschaftliche Fachgesellschaft für Dermatologie in Deutschland. Sie ist Mitglied der Arbeitsgemeinschaft der Wissenschaftlichen Medizinischen Fachgesellschaften. Die DDG wurde 1889 in Prag von Joseph Doutrelepont, Moriz Kaposi, Edmund Lesser, Albert Neisser und Philipp Josef Pick gegründet. Sitz der DDG ist Berlin. DDG und der Berufsverband der Deutschen Dermatologen (BVDD) gründeten 1998 die Deutsche Dermatologische Akademie, die sich im Bereich Fort- und Weiterbildung für Dermatologinnen und Dermatologen engagiert.

## Zielsetzung
Ziel der DDG ist die Förderung der wissenschaftlichen und fachlichen Belange der Dermatologie, Venerologie und Allergologie sowie der Spezialgebiete der Dermatologie, Andrologie, Phlebologie und Lymphologie, Proktologie, operative Dermatologie und Dermato-Onkologie, dermatologischen Strahlentherapie, dermatologischen Mikrobiologie, Berufs- und Umweltdermatologie, Dermatohistologie sowie Prävention und Rehabilitation. Die DDG berät deutsche und internationale Regierungen, Behörden, öffentliche und nicht-öffentliche Organisationen, medizinische und wissenschaftliche Gesellschaften, Institute, Kliniken und Einzelpersonen in wissenschaftlichen und fachlichen Fragen. Die DDG hat mehr als 5.000 ordentliche und außerordentliche Mitglieder. Es gibt zahlreiche Arbeitsgemeinschaften, die sich wissenschaftlich mit dermatologischen Fachthemen auseinandersetzen und Empfehlungen und Leitlinien veröffentlichen.

## Kooperationen
Die DDG ist eine Vereinigung deutschsprachiger Dermatologinnen und Dermatologen und arbeitet eng mit den dermatologischen Fachgesellschaften im deutschsprachigen Raum, so den Fachgesellschaften aus Österreich (Österreichische Gesellschaft für Dermatologie und Venerologie) und der Schweiz (Schweizerische Gesellschaft für Dermatologie und Venerologie) zusammen. Die DDG ist Mitglied der Internationalen Liga Dermatologischer Gesellschaften, der internationalen Dachorganisation aller wissenschaftlichen Fachgesellschaften in der Dermatologie. Sie entsendet Repräsentanten in die European Academy of Dermatology und Venereology, das European Dermatology Forum, die European Society Dermatological Research und die Union der Europäischen Fachärzte.

## Publikationen und Auszeichnungen
Das Publikationsorgan der DDG ist die Zeitschrift Journal der Deutschen Dermatologischen Gesellschaft.
Es werden verschiedene wissenschaftliche Preise und Auszeichnungen sowie Forschungsstipendien vergeben:
- Karl-Herxheimer-Medaille[4]
- Schaudinn-Hoffmann-Plakette[5]
- Unna-Medaille[6]
- Braun-Falco-Medaille[7]
- DDG Preis für Akademische Lehre

## Gedenktafel zum Anlass der 50. DDG-Tagung
Aus Anlass der 50. DDG-Tagung 2019 in Berlin hat die Arbeitsgemeinschaft Geschichte der Dermatologie und Venerologie in der DDG (AGDV) zusammen mit der Deutschen Dermatologischen Gesellschaft (DDG) eine Gedenktafel zu Ehren der in der Zeit des Nationalsozialismus ermordeten oder durch Suizid aus dem Leben geschiedenen jüdischen Dermatologinnen und Dermatologen anfertigen lassen. Da allein 30 der insgesamt 69 genannten Kollegen aus Berlin kamen, wurde die Tafel im großen Eingangsfoyer der Klinik für Dermatologie, Venerologie und Allergologie der Charité-Universitätsmedizin Berlin installiert. DDG und AGDV kamen überein, dass angesichts des Aufflammens antisemitischer Tendenzen in Deutschland mit einer solchen Gedenktafel ein deutliches Zeichen gesetzt wird.

## Leitlinien zur Behandlung
Die Gesellschaft entwickelt zu Themen ihres Fachgebiets medizinische Leitlinien, die im Rahmen des AWMF-Leitlinienprogramms veröffentlicht werden.